# Thank God It’s Friday (саундтрек)
Thank God It’s Friday — саундтрек к фильму «Слава Богу, сегодня пятница», выпущенный в 1978 году лейблом Casablanca Records. Тройной альбом имел, в отличие от фильма, коммерческий успех. Он содержал песни некоторых крупнейших диско-артистов того времени, включая Донну Саммер, Дайану Росс, Тельму Хьюстон, The Commodores и многих других.
Помимо заглавного трека в исполнении Love & Kisses, самым большим хитом альбома стал сингл Донны Саммер «Last Dance», который получил премию «Оскар» и «Золотой глобус» за лучшую оригинальную песню, а также занял третье место в американском чарте Billboard Hot 100.

## Об альбоме
Песня «Find My Way» группы Cameo была первоначально выпущена как сингл в 1975 году. Концертная версия песни «Too Hot Ta Trot» из альбома The Commodores 1977 года Commodores Live! на некоторых изданиях саундтрека была заменена студийной записью.
Другие песни на саундтреке, в том числе «Last Dance» были специально записаны для фильма. Отредактированная версия всего трека была выпущена как сингл в большинстве стран. Другая песня Саммер с альбома «With Your Love» была впущена как промосингл и появилась на сборнике The Dance Collection: A Compilation of Twelve Inch Singles 1987 года. На альбоме также появилась кавер-версия песни Сержа Генсбура и Джейн Биркин «Je t’aime… moi non plus» в исполнении Саммер. Она появилась на бонусной пластинке в некоторых изданиях, а также была выпущена как сингл а некоторых странах в 1978 году.
Песня Дайаны Росс «Lovin’, Livin’ and Givin’» была ремикширована после выхода саундтрека и включена на её альбом 1978 года Ross. Она также была выпущена в качестве сингла на определенных территориях и с тех пор неоднократно ремикшировалась и переиздавалась для включения в различные сборники хитов, выпущенные Motown/Universal Music, длина которых варьировалась от 3:15 до 5:30.
Среди песен, которые прозвучали в фильме, но не вошли на саундтрек «Romeo and Juliet» Алека Р. Костандидоса, «From Here to Eternity» Джорджо Мородера, «Down to Love Town», «You Can Always Tell a Lady (By the Company She Keeps)» Д. С. Лару и «Brick House» The Commodores.
Саундтрек был первоначально выпущен в виде тройного альбома в 1978 году. Отредактированный компакт-диск вышел в 1995 году на бюджетном лейбле Rebound Records. Цифровая ремастированная версия полного саундтрека на 2-х дисках была выпущена на лейбле PolyGram Records 25 марта 1997 года. Компания, владеющая правами на альбом, с 1998 года является Universal Music Group.

## Список композиций
| №                   | Название                | Автор(ы)                                  | Исполнитель         | Длительность |
| ------------------- | ----------------------- | ----------------------------------------- | ------------------- | ------------ |
| 1.                  | «Thank God It’s Friday» | Алек Р. Костандидос                       | Love & Kisses       | 4:16         |
| 2.                  | «After Dark»            | Пэтти Брукс                               | Пэтти Брукс         | 7:55         |
| 3.                  | «With Your Love»        | Донна Саммер, Джорджо Мородер, Пит Белотт | Донна Саммер        | 4:00         |
| 4.                  | «Last Dance»            | Пол Джабара                               | Донна Саммер        | 7:10         |
| Общая длительность: | Общая длительность:     | Общая длительность:                       | Общая длительность: | 23:21        |

| №                   | Название             | Автор(ы)                                                                       | Исполнитель                 | Длительность |
| ------------------- | -------------------- | ------------------------------------------------------------------------------ | --------------------------- | ------------ |
| 1.                  | «Disco Queen»        | Пол Джабара                                                                    | Пол Джабара                 | 3:46         |
| 2.                  | «Find My Way»        | Джонни Мелфи                                                                   | Cameo                       | 4:56         |
| 3.                  | «Too Hot Ta Trot»    | Лайонел Ричи, Милан Уильямс, Р. Лаперд, Томас Макклари, У. Орандж, Вильям Кинг | The Commodores              | 3:30         |
| 4.                  | «Leatherman’s Theme» | Артур Дж. Райт                                                                 | Wright Bros. Flying Machine | 3:22         |
| 5.                  | «I Wanna Dance»      | Пит Белотт, Тор Болдурссон                                                     | Marathon                    | 5:58         |
| Общая длительность: | Общая длительность:  | Общая длительность:                                                            | Общая длительность:         | 21:32        |

| №                   | Название                                    | Автор(ы)                                                | Исполнитель         | Длительность |
| ------------------- | ------------------------------------------- | ------------------------------------------------------- | ------------------- | ------------ |
| 1.                  | «Take It To the Zoo»                        | Брюс Судано, Донна Саммер, Джо Эспозито                 | Sunshine            | 7:56         |
| 2.                  | «Sevilla Nights»                            | Жан-Мануэль де Скарано, Николас Скорский, Жан-Клод Пети | Santa Esmeralda     | 6:05         |
| 3.                  | «You’re the Most Precious Thing in My Life» | Алек Р. Костандидос                                     | Love & Kisses       | 8:02         |
| Общая длительность: | Общая длительность:                         | Общая длительность:                                     | Общая длительность: | 22:03        |

| №                   | Название                     | Автор(ы)                 | Исполнитель         | Длительность |
| ------------------- | ---------------------------- | ------------------------ | ------------------- | ------------ |
| 1.                  | «Do You Want the Real Thing» | Д. С. Лару, Боб Эсти     | Д. С. Лару          | 4:40         |
| 2.                  | «Trapped in a Stairway»      | Боб Эсти, Пол Джабара    | Пол Джабара         | 3:22         |
| 3.                  | «Floyd’s Theme»              | Дик Сент-Никлаус         | Natural Juices      | 2:57         |
| 4.                  | «Lovin’, Livin’ and Givin’»  | Кеннет Стовер, Пэм Дэвис | Дайана Росс         | 3:17         |
| 5.                  | «Love Masterpiece»           | Арт Поези, Джозеф Пауэлл | Тельма Хьюстон      | 4:01         |
| 6.                  | «Last Dance» (Reprise)       | Пол Джабара              | Донна Саммер        | 3:17         |
| Общая длительность: | Общая длительность:          | Общая длительность:      | Общая длительность: | 21:34        |

| №                   | Название                  | Автор(ы)            | Исполнитель         | Длительность |
| ------------------- | ------------------------- | ------------------- | ------------------- | ------------ |
| 1.                  | «Je t’aime… moi non plus» | Серж Генсбур        | Донна Саммер        | 15:45        |
| Общая длительность: | Общая длительность:       | Общая длительность: | Общая длительность: | 15:45        |

## Позиции в хит-парадах
| Хит-парад (1978)                       | Высшая позиция |
| -------------------------------------- | -------------- |
| Австралия (Kent Music Report)          | 21             |
| Великобритания (UK Albums Chart)       | 40             |
| Германия (Offizielle Top 100)          | 34             |
| Канада (RPM Top Albums/CDs)            | 9              |
| Нидерланды (Album Top 100)             | 32             |
| Новая Зеландия (RMNZ)                  | 3              |
| США (Billboard 200)                    | 10             |
| США (Billboard Top R&B/Hip-Hop Albums) | 6              |
| Швеция (Sverigetopplistan)             | 10             |

| Хит-парад (1978)                   | Позиция |
| ---------------------------------- | ------- |
| Канада (RPM Top Albums/CDs)        | 32      |
| Новая Зеландия (Recorded Music NZ) | 21      |
| Нидерланды (MegaCharts)            | 95      |
| США (Billboard 200)                | 66      |
| США (Billboard Soundtracks)        | 3       |